# NGC 2935
NGC 2935 é uma galáxia espiral barrada (SBb) localizada na direcção da constelação de Hydra. Possui uma declinação de -21° 07' 40" e uma ascensão recta de 9 horas, 36 minutos e 44,6 segundos.
A galáxia NGC 2935 foi descoberta em 20 de Março de 1786 por William Herschel.